# Gnophomyia nigrescens
Gnophomyia nigrescens är en tvåvingeart som beskrevs av Edwards 1916. Gnophomyia nigrescens ingår i släktet Gnophomyia och familjen småharkrankar. Inga underarter finns listade i Catalogue of Life.